# Muara Meo
Muara Meo is een bestuurslaag in het regentschap Muara Enim van de provincie Zuid-Sumatra, Indonesië. Muara Meo telt 1047 inwoners (volkstelling 2010).